# Općina Sveti Tomaž
Općina Sveti Tomaž (slo.: Občina Sveti Tomaž; njemački naziv Sankt Thomas bei Friedau) je općina u sjeveroistočnoj Sloveniji u pokrajini Štajerskoj.

## Povijest
Općina Sveti Tomaž osnovana je 1. ožujak 2006. godine izdvajanjem iz općine Ormož Središte općine je naselje Sveti Tomaž.

## Naselja u općini
Bratonečice, Gornji Ključarovci, Gradišče pri Ormožu, Hranjigovci, Koračice, Mala vas pri Ormožu, Mezgovci, Pršetinci, Rakovci, Rucmanci, Savci, Sejanci, Senčak, Senik, Sveti Tomaž, Trnovci i Zagorje.

## Vanjske poveznice
- Službena stranica općina